# Gunny Larsson
Erna Gunny Karolina Larsson, född 30 maj 1917 i Hyltarp, död 8 maj 2004 i Umeå, var en svensk statshortonom och frukt- och bärforskare. Hon var pionjär inom norrländsk trädgårdsodling och en av de främsta forskarna inom området svensk bär- och fruktforskning.

## Biografi
Gunny Larsson växte upp under enkla förhållanden i byn Hyltarp på Skåneslätten. Fadern Alfred Larsson var smed och maskinhandlare. Modern Ester skötte hushållet och parets två barn. Gunny Larsson utbildade sig i Skåne men kom att bosätta sig i Norrland, först i Öjebyn utanför Piteå och sedan i Umeå, där hon bodde fram till sin död 2004. Hon var ogift och ensamstående mor till dottern Linda som föddes 1953.
Gunny Larsson var ung i en tid då det inte var självklart för flickor att avlägga studentexamen och fortsätta till högre studier. Dessutom var kostnaderna för barnens studier stora för föräldrarna. Gunny Larsson var studiebegåvad. Hon fick moraliskt stöd från sina föräldrar att studera vidare men tvingades i stor utsträckning själv bekosta studierna. Efter studentexamen i Malmö utbildade hon sig till trädgårdsmästare. För att kunna söka in till trädgårdsmästarutbildningen i Alnarp krävdes tre års praktik, vilket hon fick genom att arbeta vid bland annat Skabersjös och Alnarps slottsträdgårdar. Hon studerade tre år vid Trädgårdsskolan i Alnarp, första året som extraelev. När hon sökte till utbildningen avråddes hon, då skolan inte antagit kvinnliga elever på 20 år eftersom de, enligt skolan, inte fick arbete efter utbildningen utan ”hamnade på fattighuset”.
Efter trädgårdsmästarexamen 1940 arbetade Gunny Larsson några år men ville fortsätta att utvecklas och återvände därför till studierna. Hon fördjupade sig bland annat i ämnet genetik som senare kom att bli viktigt för hennes fortsatta yrkeskarriär som växtförädlare. År 1946 avlade hon filosofie kandidatexamen vid Lunds universitet. Efter andra världskrigets slut öppnades möjligheter att resa ut i Europa igen och Gunny Larsson åkte till England. Där arbetade hon först ett år vid en försöksanläggning för sockerbetor i Norwich, och sedan ett halvt år vid East Malling Research Station i Kent för att studera fruktförädling. Tiden i Kent blev betydelsefull då forskare från hela världen arbetade vid institutet. Gunny Larsson knöt där viktiga kontakter för sitt fortsatta forskningsarbete. Under tiden i England blev hon uppmanad av professor Fredrik Nilsson vid Alnarps lantbruksinstitut att söka en tjänst som assistent vid en nyetablerad försöksanläggning i Öjebyn utanför Piteå.
Statens trädgårdsförsök i Öjebyn hade tillkommit som ett resultat av den statliga Norrlandsutredningen, i syfte att främja jordbrukets utveckling i Norrland genom att ta fram växtsorter anpassade för ett nordligt klimat. Trädgårdsodling var föga utvecklad i Norrland vid denna tid och man trodde att bättre sorter skulle kunna förbättra kosthållningen, men också ge möjlighet till inkomster för småjordbruken. När Gunny Larsson kom till Öjebyn 1948 var verksamheten i sin linda och hon kom att spela en viktig roll för utvecklingen vid försöksstationen. Hennes arbete bestod i insamling av växter, försöksodling för att få fram härdiga sorter och försäljning av växter. Hon föreläste också för allmänheten och skrev artiklar i trädgårdstidskrifter.
I början av 1950-talet försökte Gunny Larsson återvända till Skåne och sökte en tjänst vid Alnarps lantbruksinstitut. Hon blev föreslagen till tjänsten men när styrelsen fick veta att hon var gravid och skulle bli ensamstående mor drogs erbjudandet tillbaka. Hon blev därför kvar i Norrland. Vid en omorganisation av Statens trädgårdsförsök 1963 utnämndes hon till distriktsförsöksledare vid Lantbrukshögskolans Norra trädgårdsförsöksdistrikt i Rödbäcksdalen utanför Umeå. Hon flyttade inte direkt till Umeå, eftersom verksamheten behövde förberedas i Rödbäcksdalen, utan pendlade mellan Öjebyn och Umeå fram till 1973.
Gunny Larsson fick flera gånger erbjudande om ett stipendium som skulle ge henne möjlighet att åka till USA och vid tredje erbjudandet antog hon det. Under 1955–1956 vistades hon ett år som stipendiat vid Brooklyn Botanic Garden.
Vid sidan om sitt arbete i Statens trädgårdsförsök i Öjebyn, och senare i Umeå, bedrev Gunny Larsson forskning, upprätthöll internationella forskarkontakter, reste på konferenser och skrev vetenskapliga rapporter. I början av 1960-talet tog hon tjänstledigt och vistades en tid i Lund, där hon avlade filosofie licentiatexamen 1967. Hon fortsatte med sin forskning och 1970 disputerade hon i lantbruksvetenskap. Avhandlingen hade hög kvalitet och 1976 utnämndes hon till docent i frukt- och bärodling. Hennes forskning rörde nordliga bärtyper inom släktet Rubus L., dit bland annat åkerbär och hjortron hör. Hon lyckades med något så ovanligt som att korsa fram ett nytt bär – allåkerbäret. Bäret är en korsning mellan det vilda åkerbäret som växer i nordligaste Norrland och alaskahallonet. Arbetet med bäret syftade till att få fram en ny bärsort med hög avkastning, god arom och med möjlighet att odlas i hela landet. Med allåkerbäret vann Gunny Larsson erkännande bland bärforskare i hela världen. Bäret blev godkänt internationellt 1980. Gunny Larsson tog fram fem olika sorter för kommersiellt bruk.
Gunny Larssons karriär kröntes 1976 då en tjänst som statshortonom med inriktning på norrländsk trädgårdsodling inrättades för henne. Titeln statshortonom används för innehavare av högre vetenskaplig tjänst vid lantbruksuniversitetet, motsvarande professors tjänst, men med inriktning på tillämpad vetenskap. Samtidigt blev hon chef för den då grundade Avdelningen för norrländsk trädgårdsodling vid Lantbrukshögskolan, som förlades till Rödbäcksdalen. Hon fick också ett flertal utmärkelser som erkännande för sin gärning inom norrländsk trädgårdsodling.
Gunny Larsson gjorde en viktig forskargärning trots att hon som kvinna var tvungen att övervinna många hinder. Hon dog 2004 och är begravd på Limhamns kyrkogård.